# Der schöne Sommer. Drei Romane
Der schöne Sommer. Drei Romane ist der Titel einer Romantrilogie des italienischen Autors Cesare Pavese. Die 1949 publizierte Sammlung La bella estate. Tre romanzi enthält drei selbständige Romane: La bella estate (1940 entstanden), Il diavolo sulle colline (1948) und Tra donne sole (1949) und wurde 1950 mit dem Premio Strega ausgezeichnet. In den ersten beiden Romanen thematisiert der Autor die Orientierungssuche junger Menschen. In dieser Phase der Unzufriedenheit schwanken sie unsicher zwischen traditionellen Rollenmustern und individuellen antibürgerlichen Versuchen. Der dritte Roman behandelt die soziale Heimatlosigkeit einer aus der Arbeiterschaft aufgestiegenen und durch ihren Beruf sich im Großbürgertum bewegenden emanzipierten Frau.

## Überblick
Die Handlungen der in viele kleine Kapitel unterteilten Romane spielen in Turin und im Umland in verschiedenen Gesellschaftsschichten: Künstler-Bohèmeszene, Weinbauern im Hügelland, großbürgerliche Lebensformen in der Stadt mit „Dolce far niente“-Exzessen der Reichen. Hauptfiguren des „schönen Sommers“ und des „Teufels auf den Hügeln“ sind das Mädchen Ginia und die Studenten Oreste, Pieretto und der Erzähler. Alle stehen im Zwischenstadium zwischen Jugend und Erwachsensein. In den „einsamen Frauen“ dagegen hat sich die Protagonistin Clelia als Modedesignerin etabliert. Die drei Romane haben unterschiedliche personelle, gesellschaftliche Schwerpunkte mit Überschneidungsbereichen, z. B. die junge Künstlerszene, die ruhelose, hektische Party-Betriebsamkeit mit oberflächlichen Plaudereien, den Gegensatz zwischen Genuss- und Arbeitsorientierung der Menschen und die Frage nach dem Lebenssinn.

## Inhalt

### Der schöne Sommer
Paveses Roman handelt von der Orientierungssuche junger Mädchen: „Die Mädchen brauchten nur aus dem Haus zu treten und über die Straße zu gehen, da gerieten sie geradezu in einen Rausch; alles war, besonders nachts, so schön, daß sie, wenn sie todmüde heimkamen, noch immer hofften, daß etwas passierte […] daß es womöglich mit einemmal Tag wäre und […] man immerzu gehen und gehen könnte, bis zu den Wiesen, bis hinter die Hügel.“
Hauptfigur ist die sechzehn- bis siebzehnjährige Ginia. Sie lebt in dieser Sommer-Wintergeschichte in einem labilen Zustand. Sie wohnt, da ihre Eltern nicht mehr leben, zusammen mit ihrem Bruder Severino und versorgt den Haushalt. Ginia arbeitet in einem Schneideratelier, Severino ist bei den Stadtwerken für die Straßenbeleuchtung zuständig. Nach der Arbeit trifft sie sich mit ihren Freundinnen, die meisten sind Fabrikarbeiterinnen, in Tanzlokalen, im Kino, bei Spaziergängen durch die Stadt oder zum „Hügel“, beim Sonnenbaden am Wasser. Alles spielt sich in einer heiteren unbeschwerten sommerlichen Atmosphäre ab. Im Gegensatz zu den anderen Mädchen hat sie noch keine sexuellen Erfahrungen und keinen festen Freund. Alle ihre Beziehungen sind unverbindlich und kurzzeitig. Während Rosa schon mehrmals ihre Liebhaber gewechselt hat, ist Ginia trotz ihrer Neugierde und ihrem Wunsch nach einem Mann zurückhaltend und ängstlich. Sie sucht nach einem anderen Leben, hat aber nur ungefähre Vorstellungen und Sehnsüchte. So träumt sie vom nächsten Sommer, wenn sie etwas älter ist.
Eine neue Situation tritt ein durch die Bekanntschaft mit der reiferen neunzehn- bis zwanzigjährigen Amelia. Sie verdient ihr Geld, indem sie Malern nackt Modell steht und sich offenbar auch prostituiert. Sie führt Ginia in das lockere Studenten-Bohème-Leben der Künstler ein. Diese anti-bürgerliche Welt hat ihren Reiz für Ginia: die chaotischen unaufgeräumten und schmutzigen Wohnungen. Das unregelmäßige Leben. Die undurchschaubaren Beziehungen der Modelle zu den Malern. Die Scham und die Lust, den Körper einem Beobachter zu zeigen und abbilden zu lassen und die Neugier auf das Ergebnis. Sie schaut dabei zu, wie sich die Freundin von dem Maler Barbetta zeichnen lässt und lernt durch Amelia zwei junge Maler kennen: Guido und Rodrigues. Sie verliebt sich in Guido und hat mit ihm ihre erste sexuelle Beziehung. Doch er ist nur an seiner Malerei interessiert, kein Mädchen sei so schön wie ein Hügel. Er hat Besuch von seinen Modellen, u. a. Amelia, und will keine festen Bindungen. Er behandelt Ginia freundlich und begehrt sie sexuell, wenn sie ihn in seinem Atelier besucht, aber er bemüht sich nicht um sie und spricht in seinem ungeheizten Zimmer herablassend männlich chauvinistisch von den Modellen: „Ihr Mädchen leidet nicht unter der Kälte […] Ihr seid geschaffen, nackt zu sein.“ Inzwischen ist es Winter geworden. Im Atelier ist es kalt, der Atmosphäre entsprechend, und die Stimmung zwischen den vier Hauptfiguren angespannt. Ginia rätselt über deren Beziehungen und ist auf Amelia eifersüchtig, obwohl sie inzwischen erfahren hat, dass diese durch eine lesbische Beziehung an Syphilis erkrankt ist. Da entschließt sie sich, ihre Hemmungen zu überwinden und sich von Guido nackt malen zu lassen. Plötzlich taucht Rodrigues auf und sieht sie. Alle lachen und versuchen sie zu trösten, doch sie bricht die Sitzung ab und läuft weinend aus dem Zimmer und durch die einsamen verschneiten Straßen davon. Guido kommentiert ihre Flucht mit „sie ist ein dummes Ding“. Ginia fühlt sich unglücklich und denkt kurz an Selbstmord. Sie gibt sich selbst die Schuld an der Situation, beklagt ihre Unreife und geht nicht mehr zu den Malern. Von Guido kommt keine Nachricht. Ginia konzentriert sich wieder mehr auf ihre Arbeit bei Signora Bice und denkt an den nächsten Sommer. Sie hat in diesem Winter ihre Unschuld verloren und vermeidet in symbolischer Bedeutung den Blick auf die mit Schnee bedeckten Dächer. Sie beginnt zu rauchen und ihre weitere Entwicklung ist offen. Das wird deutlich, als sie eines Abends von Amelia besucht wird. Durch sie erfährt Ginia, dass Rodrigues von ihr beeindruckt sei, aber wissen wollte, ob sie auch Amelia gefalle, und dass Guido auf ihn eifersüchtig ist. Ginia will sich der Führung Amelias überlassen, die im Frühjahr von ihrer Krankheit geheilt sein wird.

### Der Teufel auf den Hügeln

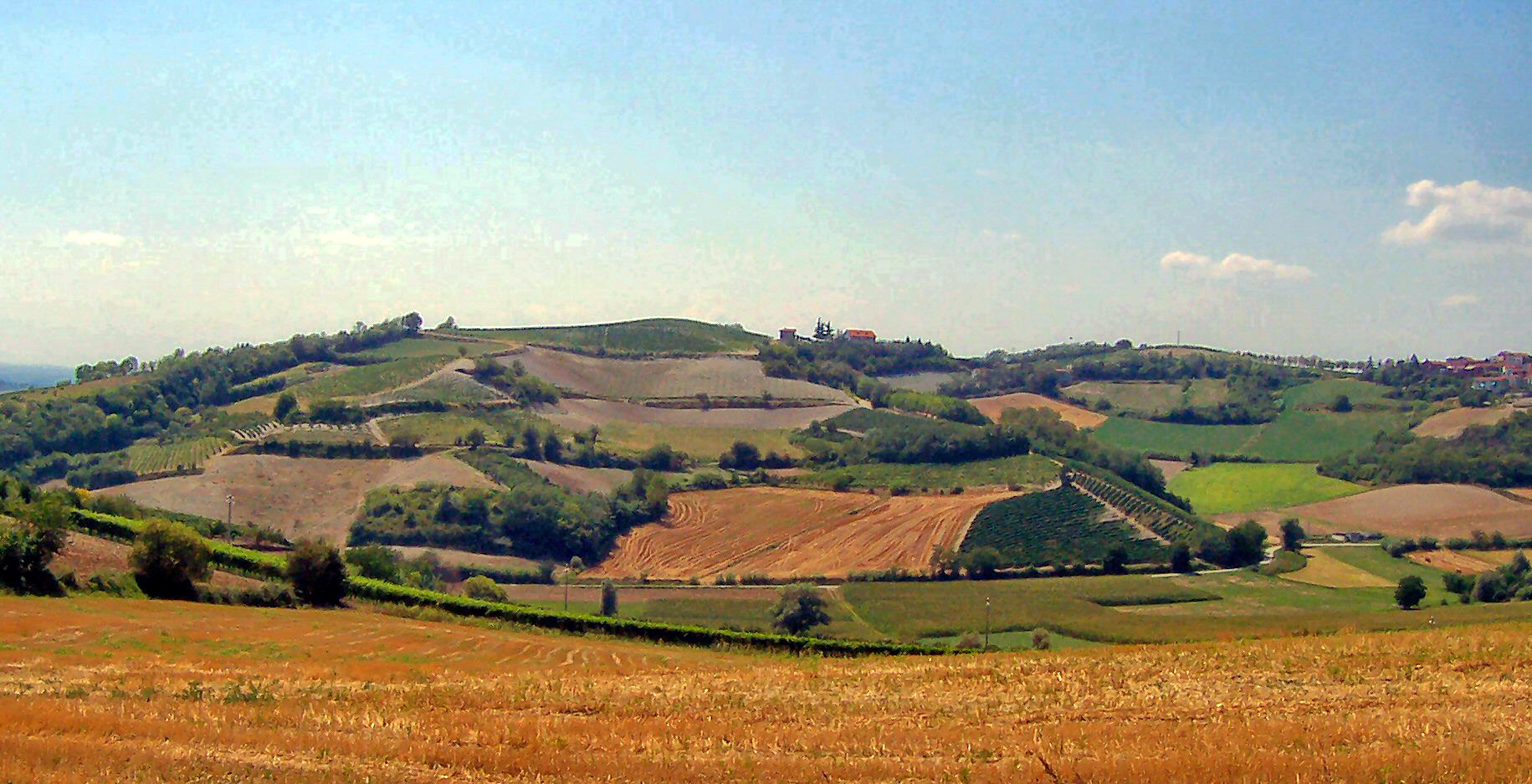
Hügel von Montferrat

Im zweiten Roman der Trilogie verlagert der Autor die Handlung in das die Stadt umgebende östliche bäuerliche Hügelland. Die Hauptfiguren, drei ca. zwanzigjährige Jura- bzw. Medizin-Studenten aus bürgerlichen Familien, sind ebenso wie die Protagonistin des „schönen Sommers“ auf der Suche nach dem Sinn des Lebens und nach einer Perspektive. Der Ich-Erzähler und seine beiden Freunde Pieretto und Oreste sind Nachtbummler. Sie lassen sich durch die Kneipen, die Kinos, die Straßen der Stadt treiben. Sie wandern, wenn sie ihr Geld ausgegeben haben, auf die Hügellandschaft, um dort „den Anbruch des Morgens abzuwarten“, oder sie treffen sich zum Baden am Fluss oder am Meer: „Wir waren noch sehr jung. In jenem Jahr habe ich wohl kaum geschlafen“. Dabei führen sie Gespräche über die Welt, die Natur, das Leben und den Tod, aber weniger über ganz persönliche Fragen der Liebe und der Beziehung zu Frauen. Pieretto ist in dem Trio der kritische Beobachter und skeptische Analyst der bürgerlichen Konventionen und ihrer Widersprüche, Oreste der pragmatische Bauernsohn und zukünftige Landarzt. Der Erzähler ist auch in der Gruppe im Grunde ein Einzelgänger, der das Naturerlebnis am Fluss, in den kultivierten Weinbergen und wilden Gipfelregionen der Hügel sucht, wo er sich wie auf einer Insel fühlt, weit entfernt von den Menschen, mit Überblick über den weiten Horizont. Mit Oreste verbindet ihn die Kindheit auf dem Land, mit Pieretto die Diskurse über das Leben und die Neugier auf die Dekadence des Großgrundbesitzersohns Poli und seiner reichen Mailänder Freunde, die ihre Langeweile mit ausschweifenden Partys betäuben.
Die Handlung spielt in den Sommermonaten vor den Examensprüfungen der Studenten im Herbst und beginnt mit einem nächtlichen Ausflug in die hügelige Umgebung der Stadt. Sie suchen die höchste Stelle des Hanges, um „einen auf die Welt der weiten Ebenen hinausgehenden Balkon“ zu finden und das Lichtermeer Turins zu sehen. Hier begegnen sie Poli, den Oreste aus seiner Kindheit kennt. Orestes mutwilligen Schrei in der Nacht fasst er als Erweckungsruf für ein neues Leben auf: „Jener Schrei hat mich mir selbst gezeigt. Ich mache mir keine Illusionen. […] [M]an fühlt sich frei und verantwortlich. Eine furchtbare Kraft ist in uns, die Freiheit.“. Wie im Laufe des Romans deutlich wird, ist er der Sohn einer reichen Mailänder Familie, der in seiner Kindheit von der Familie vernachlässigt, wohlstandsverwahrlost in der Villa des Weinguts auf dem Greppo aufgewachsen ist, nie ein solides Leben geführt hat und kokainsüchtig ist. Zurzeit lebt er von seiner Frau getrennt in einer spannungsreichen Beziehung mit seiner Geliebten Rosalba. Als er wie die Freunde vom Hügel auf die Stadt schaut, fühlt er sich wie Gott. Pieretto interessiert an Poli dessen „Bedürfnis nach Erfahrung, nach Gefahr, und die Grenzen setzende Umgebung, in der man lebt,“ und bewegt die Freunde zu einem Besuch bei ihm. Dieser lädt sie zusammen mit Signora Rosalba in seinen grünen Wagen ein und fährt kreuz und quer durch die Landschaft zu einem mondänen Restaurant mit Kapelle, Sängerin und Tanz, wo sie bis zum frühen Morgen bleiben. Am nächsten Tag erfährt der Erzähler, dass Rosalba im Hotel auf Poli geschossen und ihn lebensgefährlich verletzt hat, weil er sich von ihr trennen wollte. Poli überlebt, Rosalba begeht später Selbstmord.
In den ersten Augusttagen treffen sich die Drei im Bauernhof von Orestes Eltern in den Hügeln südöstlich Turins bei San Grato, um gemeinsam in einer dörflichen Kultur-Natur-Landschaft die Sommerferien zu verbringen. Sie nehmen am traditionellen Leben der Großfamilie teil, lassen sich vom Vater die Weinberge und die Wirtschaftsgebäude zeigen, gehen ins „Mulino“ trinken, besuchen die Vettern Davide und Cinto in Mombello, streifen durch die Gegend, baden nackt, um einen Naturparadieszustand zu erleben, in einem abgelegenen, eingewachsenen Teich „auf dem Grund einer Senke, aus der man nur den Himmel und die Böschung mit ihren Brombeersträuchern sehen konnte. In den glühenden Mittagsstunden fiel die Sonne senkrecht darauf.“ Pieretto erklärt: „Der Sumpf ist etwas anderes […] [a]ls diese Weinberge zum Beispiel. Hier herrscht der Mensch und dort unten die Kröte.“ In der dörflichen Welt ist Oreste zu Hause und spielt mit dem Gedanken, nach Examen und Militärzeit die Schneiderin Giacinta zu heiraten und als Landarzt zu arbeiten. Doch dann verliebt er sich bei einem Besuch Polis auf dem Hügel Greppo in dessen Frau Gabriella. Die Weinberge des ehemaligen Gutes sind verwildert und von Sträuchern überwuchert. Die Bewohner langweilen sich in der Einsamkeit und sind für jede Unterhaltung dankbar. So bleiben die Freunde einige Tage in der Villa, sprechen mit Poli über alle mögliche Fragen des Lebens, trinken dabei viel Wein und schlafen ihren Kater aus. Gabriella kokettiert spielerisch mit Oreste und dem Erzähler, während ihr Mann ihr Auftreten anscheinend unbeteiligt ignoriert. Seine Philosophie ist die Erkundung des Lebens, der Grenzbereiche bis in die Tiefen: „Sich das Leben mit so einem kleinen Laster, mit so gut wie nichts zu verscherzen. Da kann man eine ganze Welt entdecken.“ Für den Erzähler, der die archaische Arbeit der Weinbauern an den Hängen bewundert, ist der Aufenthalt auf dem mythischen Greppo-Gipfel „ein wildes Gelände ohne Nutzen“, wie ein Inselleben außerhalb der Zivilisation. Und entsprechend ordnet er auch die Verwilderung der Menschen an diesem Ort ein. Mehrmals denkt er daran, nach Turin zu seinem „gewohnten Leben“ zurückzukehren, aber er hat „ihn nun schon im Blut, jenen Berg,“ und genießt dessen Naturatmosphäre: „Stärker als irgendwo war dort jener unbestimmbare Geruch nach August, nach salziger Erde. Und es gab die Lust, nachts unter dem großen Mond, der die Sterne dünner erscheinen ließ, daran zu denken und zu unseren Füßen überall den geheimnisvollen Hügel zu spüren, der sein Leben lebte“. Wie gegen Ende des Romans deutlich wird, ist Poli an Lungentuberkulose erkrankt und von seinem Vater zur Erholung in die einsame Villa geschickt worden, aber er raucht weiter, trinkt und nimmt Kokain ein. Seine Frau soll ihn betreuen, hat jedoch keine Hoffnung auf Besserung und vergnügt sich, als Mailänder Nachtschwärmer plötzlich auftauchen und ein ausgelassenes Fest feiern. Aber das ist nur einer ihrer spektakulären Auftritte, denn sie ist an das Leben mit Poli gebunden: „Es gibt nichts Unnützeres als mich […] Ich habe das Leben satt“.  Oreste nimmt im Gegensatz zu ihr den Flirt ernst und ihm droht die Entwurzelung aus seiner bäuerlichen Gesellschaft. Nach einem Blutsturz Polis werden er und Gabriella mit dem väterlichen Auto abgeholt und nach Mailand gebracht. Die Freunde kehren zu Orestes Dorf zurück und gehen „ins Mulino trinken“.

### Die einsamen Frauen
Die Ich-Erzählerin Clelia Oitana hat sich durch ihren beruflichen Aufstieg aus ihrer Schicht der Arbeiter gelöst und verkehrt nun in der „Herrenschicht“, allerdings nur als Angestellte ohne Vermögen. Aber sie verachtet deren Lebensstil des Müßiggangs und ist stolz auf ihre Berufstätigkeit und ihre Emanzipation. Doch damit steht sie einsam zwischen den sozialen Klassen. Mit diesem letzten Roman der Trilogie wird ein Bogen zum ersten gespannt: wie die siebzehnjährige Ginia im „schönen Sommer“ stammt Clelia aus einfachen Verhältnissen, arbeitete in einem Schneideratelier, ging mit ihren Freundinnen zum Tanzen, ins Kino und auf die „Hügel“ und hatte ebenfalls als Siebzehnjährige eine Beziehung mit einem Guido. Dann verließ sie ihren Freund und Turin und machte in Rom Karriere in einem Modesalon, der wohlhabende Kundinnen einkleidet. Ihr Lebensmittelpunkt ist die Arbeit, privat meidet sie feste Bindungen z. B. zu ihrem römischen Liebhaber Maurizio oder zum sie umwerbenden jungen Architekten Febo. Eine Schnittmenge beider Romane ist neben den sozialen Verhältnissen die Künstlerszene und ihr bindungsloser Lebensstil, die einmal aus der Innensicht eines in die Bohème verstrickten unerfahrenen Mädchens und zweitens aus der distanzierten Beobachterperspektive der Besucherin gezeigt werden.
Zu Beginn des Romans kehrt die Modedesignerin nach siebzehn Jahren im Januar zur Zeit des Karnevals in die Heimatstadt zurück, um die schleppende Einrichtung einer neuen Filiale voranzubringen. Symbolträchtig erlebt sie gleich nach der Ankunft im Hotel den Abtransport der dreiundzwanzigjährigen Rosetta Mola nach einem Selbstmordversuch. Danach gleicht ihr Aufenthalt in Turin einer Stationensequenz: Kurzer Besuch ihres alten Arbeitsplatzes in der Via D. Chiara, wo ihre ehemalige Kollegin Gisella Schwiegertochter der Chefin wurde und nun den Laden führt. Verhandlungen in der Via Po mit dem Bauführer, dem Unternehmer, dem Vorarbeiter Becuccio und dem Architekten Febo, der für sie Entwürfe für die Einrichtung der Turiner Filiale zeichnet. Morelli, ein älterer von seiner Frau getrennt lebender wohlhabender Geschäftsmann, den sie von den Strandbädern bei Rom her kennt, führt sie durch die großbürgerlichen Gesellschaften, die Empfänge, die Salons und die Kunstausstellungen. Gleich zu Beginn bietet er ihr an, statt im Hotel in seiner Villa zu wohnen. Sie lässt sich nicht darauf ein und lehnt ab. Er kennt das Leben der Reichen und praktiziert einen gepflegten Lebensstil. Seinem Anspruch auf Lebensgenuss und sein Verständnis dem „Dolce far niente“ der Reichen gegenüber grenzt sie sich mit ihrem Arbeitsethos ab. Es ist die Grundlage ihres Aufstiegs aus kleinen Verhältnissen und ihrer persönlichen Unabhängigkeit. Mit selbstbewusster Weltläufigkeit tritt sie bei den Großbürgern als Römerin auf und lässt die Turiner Kundinnen spüren, dass sie in der Mode-Provinz leben, der sie entflohen ist. Die Männer hält sie auf Distanz und trifft selbst die Entscheidung über eine kurze sexuelle Affäre. Sie gilt als Maßstab in Modefragen, wird von den jungen Frauen wegen ihres emanzipierten Lebens bewundert, als Beraterin in Lebensfragen ins Gespräch gezogen und um Vermittlung in Streitfragen gebeten: von Mariella, der lauten und quirligen Enkelin der würdigen Patrizierin Donna Clementina, von der Bildhauerin Nena und der depressiven Rosetta. Zu Momina, einer Baronesse und Gesellschaftsdame voller Lebensüberdruss mit undurchsichtigen Vorlieben und Beziehungen, die sich von ihrem Mann, dem Gutsherrn Neri, getrennt hat, entwickelt sich ein ambivalentes Verhältnis. Zu Beginn scheint es eine Seelenverwandtschaft zu sein, denn Momina ist wie Clelia trotz der vielen Kontakte bindungslos. Das ist der Kreis der einsamen Frauen.
Neben Morelli ist Momina für Clelia die wichtigste Bezugsperson und Führerin durch die Turiner Gesellschaft. Sie fahren in ihrem grünen Topolino durch die Stadt, treffen sich zum Aperitif auf der Piazza San Carlo, reden über das Leben und die großen Modestädte Europas, wo man eigentlich leben müsste, sie bummeln, bevor sie den Abend in dessen Haus abschließen, mit Morelli „durch unzählbare Lokale, stiegen treppauf und treppab, Pelzmantel aus, Pelzmantel an, eben ein Tanz und weiter, es gab lauter Gesichter, die ich zu kennen glaubte, schließlich kam uns Momina abhanden und wir fanden sie unter der Tür des nächsten Lokales wieder, wo sie mit dem Portier plauderte und lachte.“. In Morellis Haus stellt Momina Clelia dreimal die für alle Personen des Romans zentrale Frage, ob sie das Leben bejahe, und Clelia weicht aus und gibt keine klare Antwort (Kp. IX). Hier unterscheiden sich die beiden Frauen. Momina würde für sich diese Frage verneinen. Manchmal packt sie der „Ekel vor dem Leben, vor allem und allen, vor der Zeit, die so rase und doch nie vergehe […] Es ist all das, was keinen Sinn hat“. Clelia befürchtet, dass Momina mit ihrer oft zynisch kalt und provokant vorgetragenen negativen Sicht indirekt zu Rosettas Selbstmordversuch beigetragen hat. In Gesprächen mit Morelli (Kp. XIX) und Rosetta (Kp. XX) bezeichnet sie den durch die Kreisläufe ihrer ständigen Feste noch gesteigerten Lebensüberdruss der reichen Frauen als Folge ihrer Beschäftigungslosigkeit und ihrer überzogenen Erwartungen an eine Freiheit ohne eigene Anstrengung. Sie selbst kennt das Leben der Arbeitermädchen und die Abhängigkeiten von den Macho-Männern. Sie hat sich ihre persönliche Unabhängigkeit durch eigene Anstrengung erworben, will diese nicht als Ehefrau mit Kindern preisgeben und hat sogar eine „Freude am Alleinsein“. Pragmatisch weiß sie, dass die Unterordnung unter die Anordnungen ihrer Chefin der Preis für ihre Selbständigkeit ist. Wenn sie Lust auf eine kurze Beziehung mit einem Mann hat, sucht sie sich keinen nur auf eine solche Gelegenheit wartenden reichen Müßiggänger oder großbürgerlichen Galan wie Febo aus, sondern den Arbeiter und Kommunisten Becuccio, einen ihrem Arbeitsethos entsprechenden Partner, und zwar nur für einen Abend in einem Restaurant und eine Nacht in einem einfachen Hotel (Kp. XXIV, XXV). Dies geschieht auf gegenseitige direkte Art erst am Ende seiner Beschäftigung in der Filiale und hat deshalb keinen Einfluss auf ihr berufliches Verhältnis. Eine Fortführung, das ist beiden klar, gibt es nicht.
Während Morelli mit Clelia die seriösen Veranstaltungen besucht, lernt sie durch Momina die leichtfertige, genusssüchtige und um Kreativität bemühte Szene kennen. Ein Amateurtheaterprojekt „Maria Magdalena“, das aus dem Planungsstadium nicht vorankommt, verbindet die Mädchen und Frauen mit zwei Künstlern. Clelia besucht mit Mariella den für das Bühnenbild zuständigen Maler Loris und seine Freundin, die Bildhauerin Nele, in ihrem Atelier. Loris hat keine Lust mehr und schlägt vor, im Dunkeln zu spielen. Momina kommt dazu und sie führen ergebnislose, vom Projekt sich immer weiter entfernende Diskussionen.
Clelia reist einige Tage zur Beratung mit der Zentrale nach Rom. Dort hat „Madame“, die Chefin, neue Vorstellung und ändert die Entwürfe. Clelia kehrt mit der Anweisung zurück, nicht nach modernen, sondern nach barocken Ausstattungsstücken für das Studio zu suchen (Kp. XV). Madame signalisiert ihr, sie solle die Turiner Filiale führen und Clelia stellt sich ohne großes Bedauern darauf ein, nicht mehr nach Rom zurückzukehren, zumal es die Gelegenheit ist, ihr Verhältnis mit Maurizio auslaufen zu lassen. In Turin arbeitet sie nun intensiv an der Eröffnung für dieses Frühjahr. Von Morelli lässt sie sich zur Ideensuche durch Antiquitätengeschäfte und Kunstsammlungen führen, mit Febo fährt sie deshalb nach Mailand, besucht mit ihm auf der Rückfahrt ein Dorffest und wird sich ihrer sozialen Heimatlosigkeit beim Vergleich des zudringlich werdenden eleganten Febo mit den einfachen Einheimischen („Hier fließt Blut“) bewusst und reagiert wütend darauf und weist ihn ab (Kp. XVIII).
Die Müßiggängergesellschaft ist ständig auf der Suche nach neuen Reizen: Empfänge, Loris‘ und Nenas Atelier-Happening, Ausstellungen, Besuche da und dort, Treffen in Restaurants und Cafés. Alles mit viel Alkohol, Zigaretten und immer sind es dieselben Personen, dieselben Gespräche über Beziehungsprobleme, Liebschaften, versteckte Rivalitäten und Lebensperspektiven. Auch bei den kurzatmigen Ausflügen mit vollgeladenen schnellen Autos ins Gebirge oder nach Noli an die Riviera, wo man in den Villen befreundeter Familien übernachtet, verlagert der Kreis wie ein Wanderzirkus nur seine Aktionen. Z. B. entschließt man sich auf einer Kunst-Ausstellung spontan zu einer Fahrt ins Spielkasino nach S. Vincent in den Bergen. Auf der Hin- und Rückfahrt schauen Momina und Clelia in der Villa von Rosettas Eltern in Montaldo vorbei und nehmen das vom Selbstmordversuch genesene Mädchen mit nach S. Vincent. Nach Clelias kurzer Romreise sprechen die drei im Hotel, dem Ort des Selbstmordversuchs, über den Grund der Veronalvergiftung nach einem Ball. Rosetta erklärt, es habe keinen bestimmten Anlass gegeben, nur einen allgemeinen Ekel nicht nur vor Männern, sondern vor dem Leben insgesamt, wie ihn auch Momina empfindet: „Seit geraumer Zeit habe die Nacht sie angewidert; der Gedanke, daß wieder ein Tag vorbei war. Das Alleinsein mit ihrem Ekel: im Bett liegend auf den Morgen warten, das sei ihr unerträglich geworden“. Rosetta hat den Wunsch nach unschuldiger Reinheit und wäre gerne als Nonne in ein Kloster gegangen. Clelia sieht sie zum letzten Mal am Abend von Loris‘ Happening. Dieser hat sich in seinem Atelier aufgebahrt und so den Tod seiner zweiten Periode als Maler zelebriert (Kp. XVIII). Weil durch diese Installation die Besucher gelangweilt sind und keine Stimmung aufkommt, bricht die Runde aus einer Laune heraus zu einer einfachen Kneipe im Bordellviertel auf, um dort weiter zu trinken. „Sie diskutierten und diskutierten“ und dann steigern sich die Nachtschwärmer in den Spaß der Männer hinein, ihre Begleiterinnen für ihre Eignung als Prostituierte zu bepunkten. Mariella und Momina zanken sich um die Führungsposition, für Rosetta finden sie keine Verwendung und stufen sie als Rotkreuzmädelchen ein. Bald darauf vergiftet sie sich in einem abgeschlossenen Mietzimmer mit Blick auf eine Wallfahrtskirche. Damit zieht der Autor einen Bogen zum Anfang des Romans.
Auch die mit Clelias Ankunft begonnene und mit den Müßiggängern kontrastierende Handlung kommt zum Abschluss. Die Arbeiten am neuen Modesalon sind beendet und Clelia stellt als zukünftige Chefin der Filiale für die Eröffnungsveranstaltung an Ostern das Programm zusammen und sucht Mannequins für die Modeschau der Frühjahrsmodelle und Angestellte aus. Als sie von Rosettas Tod erfährt, gibt sie Momina die Schuld, sie wirft ihr erregt vor, „sie sei schuld […] auch wenn Rosetta sich nicht umgebracht habe. Ich hatte das Gefühl, recht zu haben und mich rächen zu können. […] Momina besah sich den Teppich und versuchte nicht, sich zu verteidigen. […] die Worte, die Gesichter, die Blicke Rosettas kamen mir in den Sinn, und ich wußte, daß ich es wußte, immer gewußt hatte und mir nichts daraus machte. Aber dann sagte ich mir: ‚Konnte man sie abhalten?‘“

## Erzählform
Die Handlungen der drei Romane werden aus begrenzter Erzählperspektive vorgestellt: „Der Teufel auf den Hügeln“ und „Die einsamen Frauen“ haben einen Ich-Erzähler und eine Ich-Erzählerin, die nur die Ereignisse und die Gespräche schildern, die sie selbst erlebt haben bzw. die ihnen mitgeteilt wurden. So bleiben viele Informationslücken, z. B. über Amelia oder Momina. Zwar werden die Inhalte der ersten beiden Romane zu Beginn als eine vergangene Entwicklungsstufe der Protagonisten gekennzeichnet („Damals war immerzu Festtag“, „Wir waren noch sehr jung“) und man erwartet eine Rahmenhandlung, doch der Schluss lässt die weitere Entwicklung offen. Auch der anonyme Erzähler des „schönen Sommers“ vermittelt die Sichtweise nur einer Person: Die Handlung wird in Personaler Form aus der Perspektive Ginias erzählt. D. h. Ginia ist die Reflektorfigur des in Er-Form präsentierten Geschehens. Der Leser erfährt ihre Wahrnehmung, Gedanken und Reflexionen und sieht die anderen Personen nur in ihrem Verhalten und in ihren Gesprächsäußerungen.

## Rezeption
Die Romane der zum Spätwerk des Autors zählenden Turin-Trilogie wurden einmal in Verbindung mit seiner Biographie und seinem Selbstmord 1950 rezipiert und nach entsprechenden Hinweisen durchsucht und zweitens in ihrer Bedeutung für die italienische Literatur gewürdigt.
Für „Der schöne Sommer“ und „Die einsamen Frauen“ ist der Bezug zu Paveses Schul- und Studentenjahren und für „Der Teufel auf den Hügeln“ zu den Kindheitsorten im Hügelland südlich von Turin erkennbar: „Die Hügel der Langhe, des Piemonts, sind für Pavese mythologisch-erotisch verzauberte Urformen. „Brüste“, „Brustwarzen“, nennt er sie. Um wie vieles mehr war ihm diese Landschaft im Sommer sinnlich aufgeladen […] In diesen ersten beiden Romanen der Turiner Trilogie sind noch Lebensgier und erotische Sehnsucht zu spüren.“. Walter Jens stellt noch einen anderen biographischen Verbindung zu „Der Teufel auf den Hügeln“ her: „In drei Figuren, in drei Spiegeln seiner selbst, wollte Pavese den eigenen Traum vom ziellosen Schlendern, Stadtdurchwandern und Sichtreibenlassen konkretisieren. […] Paveses Figuren sind Spieler; aber Spieler mit Selbstmördermasken, Figurinen ohne Entschiedenheit und Profil; Gestalten, deren Schicksal es ist, niemals ganz ernst sein zu dürfen, weil die Trinität Langeweile, Romantik und Rausch jede wahre Bindung zerstört. […] Die Trauer über die verrinnende Zeit und den verlorenen Sommer; der Abschied von der Jugend; die Sehnsucht nach dem Mythendämmer der Kindheit – das alles sind Chiffren für jene Verlorenheit, die Pavese immer wieder am Beispiel des Heimwehs nach dem Rustikalen verdeutlichen wollte. Stadt und Land, Turin und die Hügel, der Asphalt und der Wein, Mondänität und georgikanisches Glück: nirgendwo wird die seit den Gedichten vertraute Antithese mit solcher Konsequenz wie im Roman „Der Teufel auf den Hügeln“ zugespitzt“
Der Stadtroman „Die einsamen Frauen“ wird von einigen Literaturkritikern als Höhepunkt seines Werkes angesehen: „Mit dem letzten Band der Turiner Trilogie „Die einsamen Frauen“ fühlte sich Pavese auf der Höhe seiner literarischen Möglichkeiten, was sich ein paar Monate später durch die Auszeichnung mit dem renommierten Premio Strega im Juni 1950 bestätigen sollte. Sein großer Erfolg als Schriftsteller schien das Gefühl, dem Leben nicht gewachsen zu sein, noch zu verstärken.“ In diesen Roman habe sich Pavese ganz offensichtlich in die Ich-Erzählerin, „in diese Clelia eingeschrieben: als Beobachterin, die ihr Leben durch Tätigsein legitimiert. […] Pavese war ein unermüdlicher Arbeiter. […] Doch die Betriebsamkeit ist nur die halbe Wahrheit. Pavese ist ein wenig wie Turin: einerseits rational, klar, arbeitsam und pragmatisch. Andererseits aber flirrend unwirklich, verträumt, dem Magischen zugewandt. Mit dem Verdacht, all sein Tun könne vergeblich sein, hat sich Pavese schon früh getragen. […]. Die arbeitsame, sexuell „funktionierende“ Clelia der „Einsamen Frauen“ ist also nur eine Seite Paveses, vielleicht sein Wunschbild. Die andere heißt Rosetta. Das Mädchen, das am Ungenügen an sich selbst leidet, wird am Ende des Romans den Selbstmordversuch wiederholen.“ Damit werde Paveses Selbstmord literarisch vorweggenommen.
Ein anderer Schwerpunkt der Rezensionen ist die für die italienische Literatur der 1930er und 1940er Jahre neue Romansprache: „[E]r begann, mit der gesprochenen Sprache zu arbeiten, was einer Revolution gleich kam, denn die italienische Literatursprache changierte zwischen kunstgewerblichem Akademismus und schwulstigem Barock. In seinen Romanen tauchte Slang auf, er spielte mit Soziolekten und syntaktischen Fügungen aus dem piemontesischen Dialekt. Pavese forderte eine Entdeckung der italienischen Landschaften, denn nur hier gäbe es Spuren eines Urzustandes, aus dem sich etwas Eigenes entwickeln könne. Dies sei die Voraussetzung für Geschichten über die zeitgenössischen Bedingungen des Individuums, und genau darum kreisen die Romane seiner Turiner Trilogie […] Gleichzeitig ging es Pavese um die Teilhabe an einer Sphäre des Mythischen, was er auf theoretischer Ebene mit Bezug auf Giambattista Vico, Nietzsche, Cassirer, Bergeret und Lévy-Bruhl zu umkreisen versuchte. Er entwarf sogar eine - unvollständige - Poetik des Mythos. Der Mythos barg für ihn den Keim der Dichtung, den der Dichter mit seinem Logos ordnen müsse, inspirieren könne ihn jedoch nur der „Quell“ des Irrationalen.“
Jens fokussiert in seiner Analyse des „Teufels in den Hügeln“ die Gesprächstechnik: „Ich glaube, es war eins von Paveses größten Verdiensten, die Denk- und Argumentationsweise dieser bourgeoisen jeunesse mit Hilfe einer Gesprächstechnik veranschaulicht zu haben, die in gleicher Weise vom Dialekt, der stilisierten Hochsprache und dem Jargon der Studenten-Diskussionen gespeist wird. Keinem anderen Schriftsteller unserer Zeit, Hemingway eingeschlossen, ist es gelungen, die Gesprächsnuancen, das Aneinander-vorbei-Schwadronieren und das Reden um des Redens willen, das dialogische Monologisieren und das rabulistische Netze-Auswerfen, mit so einfachen Mitteln zu zeichnen. Je abstrakter die Personen argumentieren, je pathetischer sie das Mysterium des Leidens und der Freiheit verkünden, desto gewisser darf der Leser sein, daß die Floskeln nur dazu dienen, etwas sehr Privates zu tarnen; und je persönlicher, auf der anderen Seite, Poli, Pieretto und Oreste sich zeigen, desto facettenreicher und hintergründiger wird das Gespräch. Nicht was der einzelne sagt, ist für Pavese bedeutsam: Nur auf das Muster, auf die Summierung verschiedenartigster Stimmen kommt es ihm an. Mögen also die Sätze auch noch so hintersinnig, abgekürzt und doppeldeutig sein: die Gesamtmelodie ist verständlich und klar. Hört man genauer hin, dann vernimmt man hinter den Phrasen den Klagegesang von Menschen, die die Paradies-Vertreibung beweinen. […] Pavese liebte beides zugleich: den Glamour der Partys, Blues-Melodien, zerrissene Sätze und die Riesenstille über dem Land. […] Nein, es gibt nicht viele Autoren, die Pavese in der Atmosphärezeichnung und der Gefühlsevokation, in der Geruchsbeschreibung und der Darstellung von Stimmungsnuancen erreichen oder gar übertreffen. Mit einem Dutzend von leitmotivisch verwandten Begriffen, Hügel, Mond, Droge, Helligkeit, Nacht, und mit Hilfe eines Dialogs, der konsequent auf naturalistische Illustrationen verzichtet, gelang es dem großen italienischen Autor, die Welt von Grund auf zu verändern. Um diese Umfiguration zu erreichen, ließ Pavese in seinem Roman das Geschehen auf drei verschiedenen Ebenen (Turin, Orestes Dorf und dem Greppo-Gefängnis des sterbenden Poli) spielen, die den Hauptfiguren als lokale Entsprechungen zugeordnet sind.“
„Die einsamen Frauen“ in der Neuübersetzung von Maja Pflug (2008) wird für Paveses „glasklare, alltagsnahe, an amerikanischen Vorbildern“ geschulte Sprache, die seine Literatur in die Nähe der Neorealisten rückt, für die Spannung zwischen „einem geradezu rücksichtslosen vordergründigen Erzählton“ und einer „atmosphärisch hochwirksamen Feinarbeit“ sowie für einerseits ihre kühle Eleganz und andererseits auch die „ostentativ lasziven und vulgären Dialoge“ gelobt. Die zunächst als Leidenschaftslosigkeit erscheinende, „vom Rande her“ berichtende Rolle der Protagonistinnen und ihre „reizbare Lakonik“ offenbare sich als die „magische Melancholie“ des Textes.

## Deutsche Übersetzungen
Die deutschen Übersetzungen von Charlotte Birnbaum (Der schöne Sommer und Der Teufel auf den Hügeln) und Catharina Gelpke (Die einsamen Frauen) erschienen 1964, 1963 und 1960 in Einzelausgaben und 1984 gemeinsam als Die Turiner Romane. In der Neuübersetzung von Maja Pflug wurden Der schöne Sommer und Die einsamen Frauen 2002 bzw. 2008 und beide zusammen mit Der Teufel auf den Hügeln unter dem Titel Der schöne Sommer 2021 publiziert.

## Adaptionen
- Die Freundinnen. Italienischer Kinofilm von Michelangelo Antonioni nach Die einsamen Frauen. 1955.
- Der Teufel auf den Hügeln. Fernsehfilm von Vittorio Cottafavi mit Daniela Silverio, Matteo Corvino, Urbano Barberini und Beatrice Palme. 1985.